# Daniel Jełowicki
Daniel Bożeniec Jełowicki herbu własnego – podkomorzy krzemieniecki w latach 1641-1652, wojski krzemieniecki w latach 1619-1641.
Poseł na sejm koronacyjny 1649 roku.